# Qar
| q | A | r |

| q | A | r |

Qar – szósty faraon z XVI dynastii z ludu Hyksosów w starożytnym Egipcie.